# Atentado a la embajada de Bolivia en Lima de 1992
El atentado a la embajada de Bolivia en Lima se desarrolló el 17 de junio de 1992, como parte de una política ofensiva de «huelga general armada» por parte del Partido Comunista del Perú-Sendero Luminoso contra el gobierno del presidente Alberto Fujimori. El ataque dejó de cinco a 16 personas heridas, entre locales y personal boliviano.

## Contexto
La embajada boliviana se encontraba en el distrito de San Isidro, una zona exclusiva de Lima metropolitana, esto no evitaba que las tropas senderistas no realizaran incursiones.
Ah inicios de 1992, la cúpula de Sendero Luminoso planificó una ofensiva para socavar el poder nacional e internacionalmente degradar la imagen del entonces gobierno de Fujimori que debía asistir a la II Cumbre Iberoamericana en Madrid. Fujimori ya para 1992 tenía malas relaciones con la mayoría de la comunidad internacional hispana por su política de mano dura y excesos en la represión de la insurgencia comunista.

## Desarrollo
En horas del medio día, un coche-bomba explotó en las inmediaciones del edificio de la delegación de La Paz, provocando seis personas heridas, entre civiles peruanos y trabajadores bolivianos. La Cancillería del Perú informó que el ataque era parte de las operaciones de Sendero Luminoso durante su huelga general armada.

## Reacciones
Un diplomático de otro país latinoamericano, cuyo nombre se mantuvo en el anonimato, al visitar los escombros de la embajada de Bolivia expresó que «Lima da la impresión de estar bajo el sitio de una virtual guerra civil».
El gobierno de la entonces República de Bolivia exigía al gobierno peruano compensaciones y reparaciones por el atentado, tiempo después el Estado peruano accedió a las peticiones bolivianas, de dichas conversaciones se terminó dando origen al comodato de Boliviamar en el departamento de Moquegua, un enclave comercial de Lima para La Paz.